# 고려 양헌왕
양헌왕(禳憲王, ? ~ 1099년 음력 1월 21일) 또는 조선공(朝鮮公)은 고려의 왕자이자 추존 제후왕이다. 문종과 인경현비 이씨의 맏아들이다.

## 생애

### 탄생과 가계
이름은 도(燾)이며, 문종과 수령궁주(壽寧宮主, 인경현비) 이씨의 장남으로 태어났다. 어머니 인경현비는 이자연의 딸이며 인예태후의 친동생이다. 따라서 순종, 선종, 숙종, 대각국사 의천 등과 이복 형제임과 동시에 이종 사촌이기도 하다.
언제 태어났는지는 정확히 알 수 없으나, 외조부인 《이자연 묘지명(1061년)》에는 이자연이 사망한 1061년(문종 15년) 당시 봉작을 받은 손자로 태자(순종), 국원후(선종), 조선후(왕도) 세 사람만 기록하고 있기 때문에 1054년생인 숙종이나 1055년생의 의천보다 먼저 태어나서 봉작되었음을 알 수 있다. 왕도가 조선후로 책봉된 시기를 《고려사》 열전은 1061년으로, 《고려사절요》는 1062년 2월로 기록하고 있다.

### 왕자 시절
1077년(문종 31년) 3월 5일, 조선공(朝鮮公)으로 진봉되었다. 1086년(선종 3년), 수사도(守司徒)에 임명되었으며, 1094년(헌종 즉위년) 6월, 수태보(守太保)에 임명되었다.

### 사망
1099년(숙종 4년) 1월 22일 졸하였다. 숙종은 조선공에게 양헌(襄憲)이란 시호를 추증하였다. 조선공의 둘째 아들인 광평공 왕원의 묘지명에 아버지 조선공이 '조선국 양헌왕(襄憲王)'으로 기록되어 있어 최종적으로 제후왕에 추존된 것으로 보인다.

## 가족 관계
외삼촌인 이정(李頲)의 딸 이씨와 혼인하여 수사공 왕자, 광평공 왕원, 강릉공 왕온 등 세 아들을 낳았다.

둘째 아들인 광평공 왕원은 숙종의 딸 안수궁주와 혼인하여 안평공 왕경을 낳았고, 안평공은 예종의 딸 흥경공주와 혼인하였다. 셋째 아들인 강릉공 왕온의 자녀들은 모두 인종의 자녀들과 혼인하였다. 의종 비 장경왕후, 명종 비 의정왕후, 신종 비 선정왕후가 모두 조선공의 손녀이다.
| - 조부 : 현종(顯宗, 992~1031) - 조모 : 원혜왕후 김씨(元惠王后 金氏, ?~1022) - 아버지 : 문종(文宗, 1019~1083) - 외조부 : 이자연(李子淵, 1003~1061) - 외조모 : 계림국대부인 김씨(鷄林國大夫人 金氏, 생몰년 미상) - 김인위의 딸 - 어머니 : 인경현비 이씨(仁敬賢妃 李氏, 생몰년 미상) - 동생 : 부여공 수(扶餘公 㸂, ?~1112) - 동생 : 진한공 유(辰韓公 愉, ?~1099) | - 배우자 : 양헌왕비(禳憲王妃) 인주 이씨(仁州 李氏) - 이정의 딸이며 이자연의 손녀 - 장남 : 검교태사 자(檢校太師 滋, ? ~1101) - 차남 : 광평공 원(廣平公 源, 1083~1171) - 며느리 : 안수궁주(安壽宮主) - 숙종의 3녀 - 3남 : 강릉공 온(江陵公 溫, ? ~1146) - 며느리 : 강릉 김씨(江陵 金氏) |